# هربرت روجرز
هربرت روجرز (بالإنجليزية: Herbert Rogers)‏ (6 مارس 1893 في المملكة المتحدة - 12 أكتوبر 1916 في فرنسا) هو لاعب كريكت بريطاني (وحمل سابقاً جنسية المملكة المتحدة لبريطانيا العظمى وأيرلندا). لعب مع نادي مقاطعة هامبشاير للكريكت ‏.

## وصلات خارجية
- هربرت روجرز على موقع إي آس بي آن كريك إنفو (الإنجليزية)